# Acrocephalus rehsei
El carricero de Nauru (Acrocephalus rehsei) es una especie de ave paseriforme de la familia Acrocephalidae endémica de la isla de Nauru.

## Descripción
El carricero de Nauru tiene 15 centímetros de largo, un pico recto y su cuerpo es de color gris oliva por encima con un color blanquecino por debajo del pecho y una ceja blanca.